# Димитрије Поповић (сликар)
Димитрије Поповић (Велики Бечкерек, 1738 – 1796) био је српски сликар. Он има место међу српским барокним сликарима који су се школовали у Бечу и радили у нашим просторима садашње Војводине и Славоније.

## Живот
Поповић је рођен у Великом Бечкереку, у свештеничкој породици. Отац Ефтимије је био парох при градској Успенској цркви између 1737-1746. године, а презиме му је остало непознато. Димитрије је по очевом занимању узео себи презиме - Попов или Поповић. Сликање је учио као дечак, а први и најстарији његов рад је онај у Орловату. Реч је копији чудотворне иконе "Богородице Бездинске" из 1756. године, коју је радио по наруџбини орловатског свештеника Стефана Станковића. Имао је тада само 19 година и потписао се са "иконописац". Из тог времена је још један рани рад везан за Орловат. Икона "Полагање Христа у гроб", наводно из орловатске Ваведењске цркве, са Христовог гроба. Та икона је набављена куповином од Орловаћанина, Стевана Субића, потомка старе чувене и богате орловатске породице. Трећа икона рађена за орловатску, такође стару и богату породицу Чокић, је икона "Крунисање Богородице". Занимљиво је да су тадашњи власници наведених икона, обојица орловатски црквени епитропи - Максим Субић и Јован Чокић (1772. године је и сеоски ешкут). Остаје факат, да није довољно истражена његова веза са местом Орловатом.
Оженио се Димитрије у то време са Маријом, да би 1757. године добили сина Романа. Три године касније Поповићи живе у Сремским Карловцима, где им се 1760. године крштавају деца близанци Гаврил и Роксанда. Ту у Карловцима евидентиран је његов други ангажман - осликавање Христовог гроба у тамошњој Горњој цркви 1760. године. Био је то део заједничкој посла двојице иконописаца имењака, Димитрија Бачевића и Димитрије Поповића - Банаћанина. Следеће 1761. године Бачевић и помоћник Поповић су склопили уговор са земунском Николајевском црквом. За осликавање тог монументалног иконостаса, требало је да добију 2000 ф. Међутим, до реализације тог уносног посла није дошло. Јер је 1763. године млади бечкеречки иконописац одустао од посла.
По попису града Великог Бечкерека из 1765. године, у кућној нумери 129. домаћин је био Димитрије молер, са две слуге и још четворо укућана - жене и деце. Претпоставља се да су "слуге" у ствари његови помоћници - ученици. Између 1771-1779. године Поповић интензивно ради банатске иконостасе, држи у својој кући молерску радионицу са ученицима - помоћницима.
Димитрије Поповић је претпоставља се учио код арадског иконописца Стефана Тенецког, или бар био под утицајем његовог сликарства.
Спада у сликаре који су били образовани и коју су у своја дела уносила много више западних схватања. По стручњаку који се највише бавио Димитријем Поповићем, историчарки уметности Јелени Кнежевић, могу се одбацити нека неутемељена тврђења: "Иако је у литератури посебно истицана његова делатност на хрватском, односно славонском подручју, до данас су, изузев иконе Богородице Бездинске рађене за манастир Гомирје (1767) и копије истоимене слике за Стару Градишку (1775), непозната друга његова дела са овог терена". Икона за Гомирје рађена је у Банату, у уметниковој радионици у Бечкереку, 19. маја 1767. године.
Као сликар Димитрије Поповић је био барокни сликар - колориста и има своје место у реду одличних српских уметника Јакова и Захарија Орфелина, Крачуна, Чешљара и других школованих сликара тога времена.

## Дело
Први Поповићев већи рад је иконостас православне цркве у Чакову завршен 1771. године. 
Следе иконостаси и други мањи радови - тронови и целивајуће иконе - у манастиру Партошу (1771), Орловату (1772), Српском Итебеју (1774), Чанаду (1774-1779), Српском Пардању тј. Међи (1779) и Великом Бечкереку (Успенска црква 1795). Више је ситних радова по другим војвођанским местима и црквама. Мало се зна о његовом стваралачком периоду, из последње деценије живота.
Поповић је 16. јуна 1775. године у свом атељеу, завршио икону за литију Ћурчијског цеха у Великом Бечкереку. Биле су на њој две представе, две велике иконе на платну, по једна са сваке стране. На лицу је била представа: "Христос Спаситељ, Богородица и Св. Јован Претеча". Сличну икону је месни парох видео код једног парохијана у кући. Понавља се ствар као и у Орловату: молер продаје-даје копију иконе неком мештанину, чији оригинал ради за иконостас цркве. А на полеђини тог барјака био је лик "Св. пророка Илије Тесвићанина", заштитника руфета ћурчијског. Тај велики барјак судећи по сачуваном натпису, био је намењен за Успенску цркву, где је извесно време и стајао. Доспео је међутим, није утврђено како, затим у православни храм у оближњем селу Тарашу. Тамо је постављен као урамљена велика икона, на дашчаном иконостасу изнад царских двери, и први га је приметио и описао тамошњи парох Југ Станикић. Видела се само представа светаца са лица, а испод облоге од папира, на наличју налазио се покривен Св. Илија.